# Charles Hoskinson
Charles Hoskinson (5 de novembro de 1987) é um empresário americano que é cofundador da empresa de engenhariablockchain Input Output Global, Inc. (anteriormente IOHK) e da plataforma blockchain Cardano (criptomoeda), e foi cofundador da plataforma blockchain Ethereum.